# Jacob Kettler
Jacob Kettler da Curlândia (28 de outubro de 1610 - 1 de janeiro de 1682) foi um duque alemão báltico que governou o Ducado da Curlândia e Semigália entre 1642 e 1682. Durante o seu reinado, o ducado viveu os seus tempos mais prósperos economicamente e iniciou uma política de colonização.

## Vida
Jacob Kettler nasceu em Goldingen (Kuldīga). Era o único filho de Guilherme Kettler e da duquesa Sofia da Prússia, uma filha do duque Alberto Frederico da Prússia. Era afilhado do rei Jaime VI da Escócia e I de Inglaterra. Durante o reinado de Kettler, o ducado fez trocas comerciais com países como a Holanda, Portugal, Inglaterra e França. Em 1651, o duque enviou uma frota para erguer o Forte Jacob no rio Gâmbia, numa ilha que ficaria mais tarde conhecida como Ilha de Santo André na África Ocidental. Em 1654, conquistou Tobago com o Das Wappen der Herzogin von Kurland, um navio de dois andares armado com quarenta-e-cinco canhões e que transportava vinte-e-cinco oficiais, cento e vinte-e-quatro soldados da Curlândia e oitenta famílias de colonos. A colónia de Tobago recebeu o nome de Neu Kurland (Nova Curlândia).
O duque foi prisioneiro dos suecos entre 1658 e 1660, durante as Guerras do Norte. Durante este período, as colónias foram atacadas e perdidas e a sua frota foi destruída. Após o fim da guerra, Jacob reconstruiu a frota do ducado e voltou a conquistar a ilha de Tobago aos dinamarqueses. Alguns acreditam que o duque também tinha planos para colonizar a Austrália, que, na altura, tinha sido descoberta e reclamada pelos dinamarqueses com quem a Curlândia estava em guerra. Terá recebido a bênção do papa Inocêncio para seguir com este plano. Contudo, o papa morreu pouco depois e o que o substituiu não estava disposto a apoiá-lo. O duque morreu em Mitau (Jelgava), a 1 de janeiro de 1682.

## Casamento e descendência
Jacob Kettler casou-se no dia 9 de outubro de 1645 com a marquesa Luísa Carlota de Brandemburgo, filha do príncipe-eleitor Jorge Guilherme de Brandemburgo. O casal teve dez filhos:
- Luísa Isabel da Curlândia (12 de agosto de 1646 – 16 de dezembro de 1690), casada com o conde Frederico II de Hesse-Homburgo; com descendência.
- Cristina da Curlândia, morreu nova; sem descendência.
- Ladislau da Curlândia, morreu novo; sem descendência.
- Frederico Casimiro da Curlândia (6 de julho de 1650 – 22 de janeiro de 1698), casado primeiro com a condessa Sofia Amália de Nassau-Siegen; com descendência. Casado depois com a marquesa Isabel Sofia de Brandemburgo; com descendência.
- Carlota Maria da Curlândia (17 de setembro de 1651 - 1 de dezembro de 1728), abadessa de Herford; sem descendência.
- Maria Amália da Curlândia (12 de junho de 1653 - 16 de junho de 1711), casada com o conde Carlos I de Hesse-Cassel; com descendência.
- Carlos Jacob da Curlândia (20 de outubro de 1654 - 29 de dezembro de 1677), nunca se casou, morreu aos vinte-e-três anos.
- Fernando da Curlândia (2 de novembro de 1655 - 4 de maio de 1737), casado com a princesa Joana Madalena de Saxe-Weissenfels; sem descendência.
- Alexandre da Curlândia (16 de outubro de 1658 - 1686), nunca se casou, morreu aos vinte-e-oito anos.

## Genealogia
| Jacob Kettler | Pai: Guilherme Kettler | Avô paterno: Gotardo Kettler              | Bisavô paterno: Gotardo Kettler de Melrique     |
| Jacob Kettler | Pai: Guilherme Kettler | Avô paterno: Gotardo Kettler              | Bisavó paterna: Sofia de Nesselrode             |
| Jacob Kettler | Pai: Guilherme Kettler | Avó paterna: Ana de Mecklemburgo          | Bisavô paterno: Alberto VII de Mecklemburgo     |
| Jacob Kettler | Pai: Guilherme Kettler | Avó paterna: Ana de Mecklemburgo          | Bisavó paterna: Ana de Brandemburgo             |
| Jacob Kettler | Mãe: Sofia da Prússia  | Avô materno: Alberto Frederico da Prússia | Bisavô materno: Alberto da Prússia              |
| Jacob Kettler | Mãe: Sofia da Prússia  | Avô materno: Alberto Frederico da Prússia | Bisavó materna: Ana Maria de Brunswick-Lüneburg |
| Jacob Kettler | Mãe: Sofia da Prússia  | Avó materna: Maria Leonor de Cleves       | Bisavô materno: Guilherme de Jülich-Cleves-Berg |
| Jacob Kettler | Mãe: Sofia da Prússia  | Avó materna: Maria Leonor de Cleves       | Bisavó materna: Maria da Áustria                |